# Silvanus castaneus
Silvanus castaneus là một loài bọ cánh cứng trong họ Silvanidae. Loài này được MacLeay miêu tả khoa học năm 1873.